# Above Symmetry
Above Symmetry ist eine Band aus Skien in Norwegen. Die stilistische Richtung der Band wird dem Progressive Metal zugeordnet. Die Band war in nahezu gleicher Besetzung auch unter den Namen Illusion, Aspera und The Scheen aktiv.

## Geschichte

### 2005–2010: Gründung und erstes Album
Above Symmetry wurde 2005 von Robin Ognedal, Nikolas Henriksen und Joachim Strøm Ekelund unter dem Namen Illusion gegründet. Die erste Demo wurde 2005 veröffentlicht. Diese Demo ist auch das einzige Werk der Norweger, welches nicht mit Atle Pettersen aufgenommen wurde. Die zweite Demo namens Illusion wurde mit Håkon Vøllestad am Bass aufgenommen, welcher aber nach den Aufnahmen von Rein Blomquist abgelöst wurde.
Den größten Erfolg konntn die Band dann aber mit der EP Square Edged Circle verbuchen, auf welche das Label InsideOut Music aufmerksam wurde. InsideOut Music waren es auch, die der Band aus Lizenzrechtlichen Gründen zu dem neuen Bandnamen Aspera geraten hat.
Das Debütalbum von Aspera Ripples erschien am 22. Januar 2010 in Deutschland. Am 22. April 2011 wurde es dann unter dem wieder neuen Bandnamen Above Symmetry vertrieben.

### 2010-heute: Pettersens Solo-Karriere und The Scheen
Im Jahr 2010 nahm Atle Pettersen, der Sänger der Band an der norwegischen Version der Casting-Show X-Factor teil, in der er Lieder, die er mit seinen Band-Kollegen komponierte, zum Besten gab. Am Ende reichte es zu Platz 2, woraufhin Pettersen 2011 ein Solo-Album veröffentlichte. Es folgten Auftritte in anderen norwegischen Fernsehshows.
Im Jahr 2012 gründete die Besetzung von Above Symmetry erneut eine Band, diesmal unter dem Namen The Scheen - ein Anspielung auf ihren Heimatort Skien. Die Band veröffentlichte 2014 ein selbstbetiteltes Album und gewann den renommierten internationalen Bandwettbewerb Emerganza.
Danach fokussierte sich Atle Pettersen wieder auf seine Solo-Karriere und veröffentlichte zahlreiche Singles.

## Diskografie

### Illusion
- 2005: Two Worlds (Demo)
- 2006: Illusion (Demo)
- 2007: Square Edged Circle (EP)

### Aspera
- 2009: Ripples

### Above Symmetry
- 2011: Ripples - Re-Issue

### The Scheen
- 2014: The Scheen

## Kritik
Markus Grunow schrieb zu Ripples auf Metalnews.de:
„Wäre man gehässig, würde man der Band maximal vorwerfen können, dass sie insgesamt zu wenig Neues bietet. Doch das Debüt ist auch ohne völlig neue Klang-Innovationen gelungen und kann bedenkenlos allen Prog-Hörern empfohlen werden. ASPERA sollte man im Auge, Verzeihung im Ohr behalten.“
Mathias Klammer schrieb zu Ripples auf Metal.de:
„Ripples ist ein beinahe schon sehr gutes Album geworden, das Lust auf mehr progressives Material aus dem Hause ASPERA macht.“